# Moryké Fofana
Moryké Fofana (* 23. November 1991 in Grand-Bassam) ist ein ivorischer Fußballspieler.

## Karriere
Fofana erlernte das Fußballspielen u. a. beim École de Football Yéo Martial und startete dann seine Profikarriere 2012 beim norwegischen Verein Lillestrøm SK. Hier absolvierte er drei Spielzeiten und zog dann weiter zum französischen Erstligisten FC Lorient. Bei diesem Verein spielte er eineinhalb Jahre lang sowohl für die Reservemannschaft als auch für die Profis.
In der Wintertransferperiode 2016/17 wurde Fofana in die türkische Süper Lig von Konyaspor verpflichtet, mit dem er Pokalsiegere und in der Folgesaison Superpokalsieger wurde. Nach zweieinhalb Spielzeiten wechselte er innerhalb der Liga zu Yeni Malatyaspor, im Juli 2021 dann zu Samsunspor. 2023 gelang ihm mit diesem Team der Aufstieg in die Erste Liga.

## Erfolge
- Türkischer Pokalsieger: 2017
- Türkischer Superpokalsieger: 2017